# Amir Khan (Musiker)
Amir Khan (* 15. August 1912 in Kalanaur; † 13. Februar 1974 in Kalkutta) war ein indischer Sänger.

## Leben
Amir Khan war ein Enkel von Change Khan, Sänger am Hof von Bahadurshah Zafar und Sohn des Sarangispielers Shahmir Khan, eines Schülers von Chajju Khan und Nazir Khan. Er erhielt von seinem Vater zunächst Sarangi-, später auch Gesangsunterricht, war aber im Wesentlichen ein Autodidakt. Beeinflusst von den großen indischen Sängern seiner Jugendzeit, Bahre Wahid Khan, Rajab Ali Khan und Aman Ali Khan, begründete er einen eigenen Gesangsstil, die Indore-Gharana.
Mehr als ein viertel Jahrhundert war Amir Khan einer der erfolgreichsten klassischen Sänger in Indien. Er trat bei Musikkonferenzen in Kalkutta und bei All India Radio auf, nahm LPs auf und wirkte an einigen Filmen als Playback-Sänger mit. Ab 1968 reiste er regelmäßig in die USA, wo sein Sohn studierte. Dort hatte er eine Gastprofessur an der State University of New York inne. 1968 erhielt er den Sangeet Natak Akademi Ratna. 1971 wurde er dreimal ausgezeichnet: mit dem Presidential Award, dem Padma Bhushan und dem Preis Swar Vilas der NGO Sur-Singar Samsad.
Zu seinen Schülern zählten u. a. Amar Nath Arkut Kannabhiran, Ajit Singh Paintal, Akhtar Sadmani, Amarjeet Kaur, Bhimsen Sharma, Gajendra Bakshi, Hridaynath Mangeshkar, Kamal Bose, Kankana Banerjee, Mukund Goswami, Munir Khan, Pradyumna Kumud Mukherjee und Poorabi Mukherjee, Kamal Bandhopadhyay, Shankar Mazumdar, Shankarlal Mishra, Tejpal und Surinder Singh, Srikant Bakre und Thomas Ross. Amir Khan kam am 13. Februar 1974 bei einem Autounfall ums Leben.